# Älgsjön (Dorotea socken, Lappland, 718430-148370)
Älgsjön är en sjö i Dorotea kommun i Lappland och ingår i Ångermanälvens huvudavrinningsområde. Sjön har en area på 0,0659 kvadratkilometer och ligger 457,9 meter över havet. Älgsjön ligger i Gitsfjället Natura 2000-område. Sjön avvattnas av vattendraget Risbäcken.

## Delavrinningsområde
Älgsjön ingår i det delavrinningsområde (718514-148338) som SMHI kallar för Inloppet i Mellan-Rissjön. Medelhöjden är 531 meter över havet och ytan är 9,39 kvadratkilometer. Räknas de 14 avrinningsområdena uppströms in blir den ackumulerade arean 51,36 kvadratkilometer. Risbäcken som avvattnar avrinningsområdet har biflödesordning 4, vilket innebär att vattnet flödar genom totalt 4 vattendrag innan det når havet efter 287 kilometer. Avrinningsområdet består mestadels av skog (95 procent). Avrinningsområdet har 0,11 kvadratkilometer vattenytor vilket ger det en sjöprocent på 1,2 procent.